# Pic Mera
Pour les articles homonymes, voir Mera.
Le pic Mera est un sommet népalais se situant en Himalaya dans la région de l'Everest plus  exactement dans la vallée de l'Hinku ('Lait' en népalais). Il culmine à 6 476 m et il fait partie des trekking peaks.
Depuis le pic Mera, il est possible de voir plusieurs sommets importants de l'Himalaya : l'Everest, le Lhotse, le Cho Oyu, le Makalu, l'Ama Dablam et le Kangchenjunga

## Ascensions
- 1953 - Première ascension par J.O.M. Roberts et Tensing Sherpa le 20 mai. Ils ont arrêté à peu de distance du sommet[1].
- 1973 - Première ascension au sommet par Marcel Jolly[2], Lucien Honnilh, Gérard Bourg, Lucien Limargues et Ang Lakhpa le 29 octobre. Ils ont escaladé les pentes glacées et à pic du côté nord[1].
- 2017 - Première ascension au sommet par une personne double amputée au-dessus du genou, c'est un record du monde[3]. Hari Budha Magar est le premier double amputé au-dessus du genou à gravir le pic Mera, une montagne de plus de 6 000 m.

## Projet Mera
En mai et juin 2008, dans le cadre de l'émission de vulgarisation scientifique Découverte de Radio-Canada, un groupe de sept baby boomers dont l'animateur Charles Tisseyre tentent (et réussissent, pour la plupart d'entre eux) l'ascension du Mera. Cette expédition scientifique menée par l'Institut de cardiologie de Montréal et le CHUM a pour but de démontrer qu'il est possible pour des personnes sédentaires et en surcharge pondérale de changer leurs habitudes de vie et d'acquérir une forme physique suffisante pour une expédition aussi difficile.
Un documentaire réalisé par Yanick Rose relatant cette expédition est présenté au festival Pariscience 2009.